# Claus Hjortdal
Claus Hjortdal (født 20. februar 1960 i Thisted) er formand for Skolelederforeningen og LC-Lederforum. Derudover er han talsperson for FH's Lederforum og sidder i UNICEFs bestyrelse.
Han er læreruddannet fra Nørre Nissum Seminarium i 1986, og arbejdede som lærer i Sydthy Kommune 1986 - 1992. Claus Hjortdal var skoleleder på Skjoldborg skole, Tingstrup Skole og Øster Jølby Skole 1992 – 2007. 1998 – 2007 var han lønrådgiver og amtskredsformand i Danmarks Skolelederforening, og i 2007 blev han formand for foreningen under fusionen med Lederforeningen. 2008 – 2014 var han næstformand i Skolelederforeningen, og siden 2014 har han været foreningens formand.
Claus Hjortdal var 2008 – 2014 redaktør for tidsskriftet Skolen i Morgen udgivet af Dafolo og var 2015-2016 formand for regeringens udvalg for inklusionseftersyn.
Han er gift med skoleleder Birthe Hjortdal, og tilsammen har de fem børn. Ægteparret bor i Thisted.